# Louis Figuier
Louis Figuier (1819 – 1894) var en fransk videnskabsmand og skribent. Han var nevø af Pierre-Oscar Figuier og blev professor i kemi ved L'Ecole de
pharmacie i Montpellier.

## Hovedværker
- La terre avant le deluge, 1863, 2nd edition 1867
  - Engelsk oversættelse: World Before the Deluge, 1872
  - Svensk oversættelse af Carl Hartman: Jorden före syndafloden, 1868, based on the 5th French edition
- The Vegetable World, 1867
- The Ocean World, 1868
- The Insect World, 1868
- Reptiles and Birds, 1869
- Primitive Man, 1871

## Eksterne hnvisninger
- Biografi i Salmonsens Konversationsleksikon

1. ↑  Navnet er anført på engelsk og stammer fra Wikidata hvor navnet endnu ikke findes på dansk.